# Rudolf Kirchschläger
Rudolf Kirchschläger ( [ˈʀuːdɔlf ˈkɪʁçˌʃlɛːɡɐ]; 20. března 1915, Niederkappel – 30. března 2000, Vídeň) byl rakouský politik, státník, diplomat a soudce. V letech 1974–1986 byl, jako nestraník, dvakrát zvolen prezidentem Rakouska. Předtím byl v letech 1970–1974 ministrem zahraničních věcí.

## Život a činnost
Studoval práva na Vídeňské univerzitě, po anšlusu Rakouska nacistickým Německem roku 1938 však musel studia opustit, když odmítl vstoupit do NSDAP. Pracoval poté jako bankovní úředník, než byl odveden do wehrmachtu, v jehož řadách bojoval na západní i východní frontě. Díky tomu směl během služby dokončit svá studia práv.
V letech 1947–1954 pracoval jako soudce, roku 1954 však nastoupil na ministerstvo zahraničí, kde následně začala jeho diplomatická kariéra.
V letech 1967–1970 byl velvyslancem v Československu, z kteréžto pozice zamířil rovnou na post šéfa rakouské diplomacie do vlády Bruna Kreiskyho. Po čtyřech letech byl zvolen prezidentem jakožto nestranický kandidát sociálnědemokratické strany, roku 1980 byl znovuzvolen (již jako kandidát obou velkých stran – SPÖ i ÖVP) se ziskem 80 procent hlasů – patřil k nejpopulárnějším politikům rakouské historie.
V pozici rakouského velvyslance v Praze proslul tím, že po invazi vojsk Varšavské smlouvy v srpnu 1968 vydával i přes zamítavý příkaz z Vídně výjezdní víza československým státním občanům a umožnil tak tisícům osob pokojně vycestovat do Rakouska.

## Vyznamenání
- velkokříž Řádu zásluh o Italskou republiku, Itálie, 30. prosince 1971[5]
- rytíř Nassavského domácího řádu zlatého lva, Lucembursko, 14. července 1975[6]
- rytíř Řádu Serafínů, Švédsko, 6. května 1976
- velkokříž s řetězem Řádu bílé růže, Finsko, 1977[7]
- velkokříž s řetězem Řádu Isabely Katolické, Španělsko, 1978[8]
- rytíř Řádu slona, Dánsko, 3. dubna 1979
- velkokříž s řetězem Řádu Karla III., Španělsko, 3. října 1979[9]
- velkokříž s řetězem Řádu prince Jindřicha, Portugalsko, 18. dubna 1984[10]
- velkokříž Řádu Pia IX., Vatikán, 1990
- Řád Tomáše Garrigua Masaryka I. třídy, Česko, 1996[11]
- rytíř velkokříže s řetězem Řádu Pia IX., Vatikán, 2000